# Đập ngăn

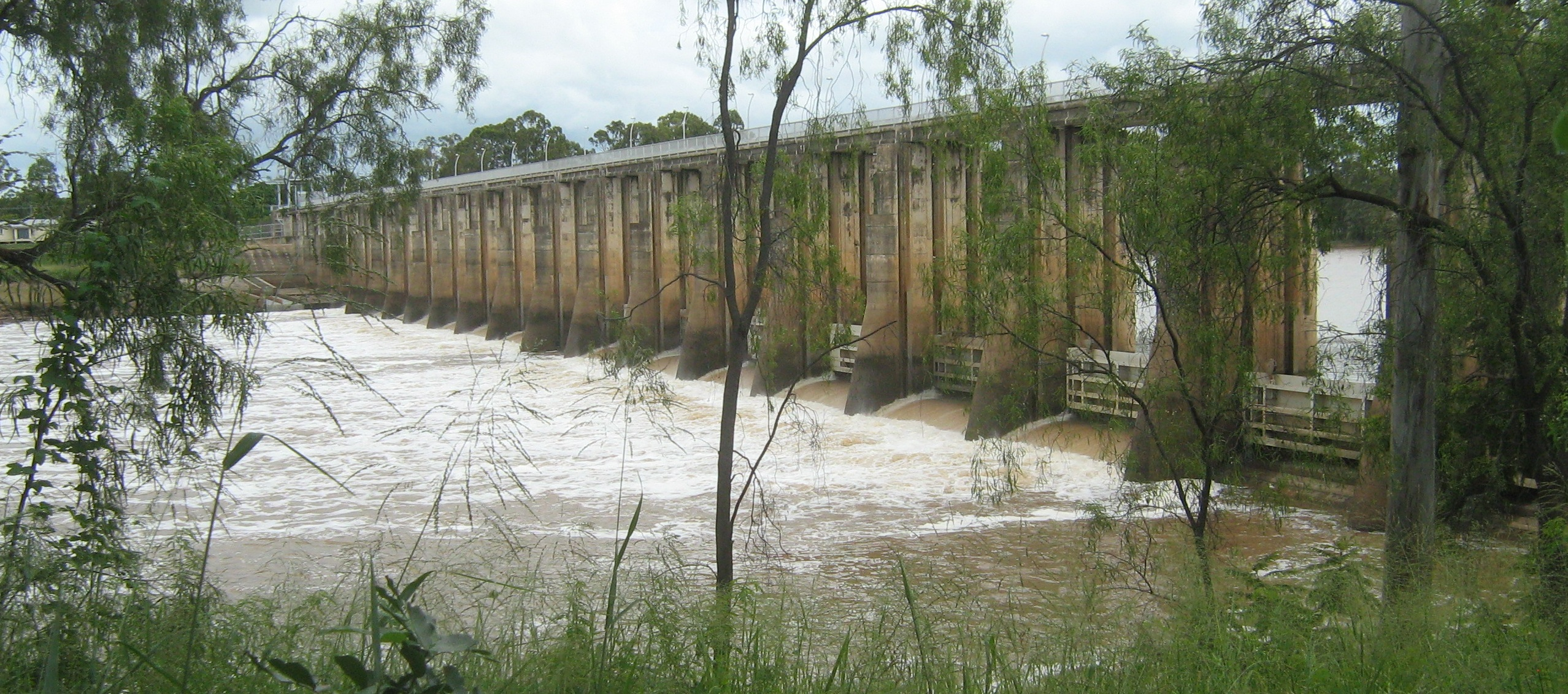
Một cơn lũ tấn công một đập ngăn ở Rockhampton, Úc

Đập ngăn là một loại đập thấp, có nhiều dòng chảy dẫn nước, bao gồm một số cánh cửa lớn có thể được điều khiển để mở hoặc đóng để kiểm soát lượng nước đi qua. Điều này cho phép công trình có thể điều chỉnh và ổn định mực nước sông ở thượng nguồn để sử dụng trong tưới tiêu và các hệ thống khác. Các cánh cổng được đặt giữa các chân trụ đỡ có nhiệm vụ hỗ trợ tải nước của hồ chứa ra bên ngoài.

## Từ nguyên
Thuật ngữ barrage trong tiếng Anh có nghĩa là "đập chắn" hay "đập ngăn" được mượn từ tiếng Pháp "barrer" có nghĩa là "thanh chắn".

## Xây dựng đập

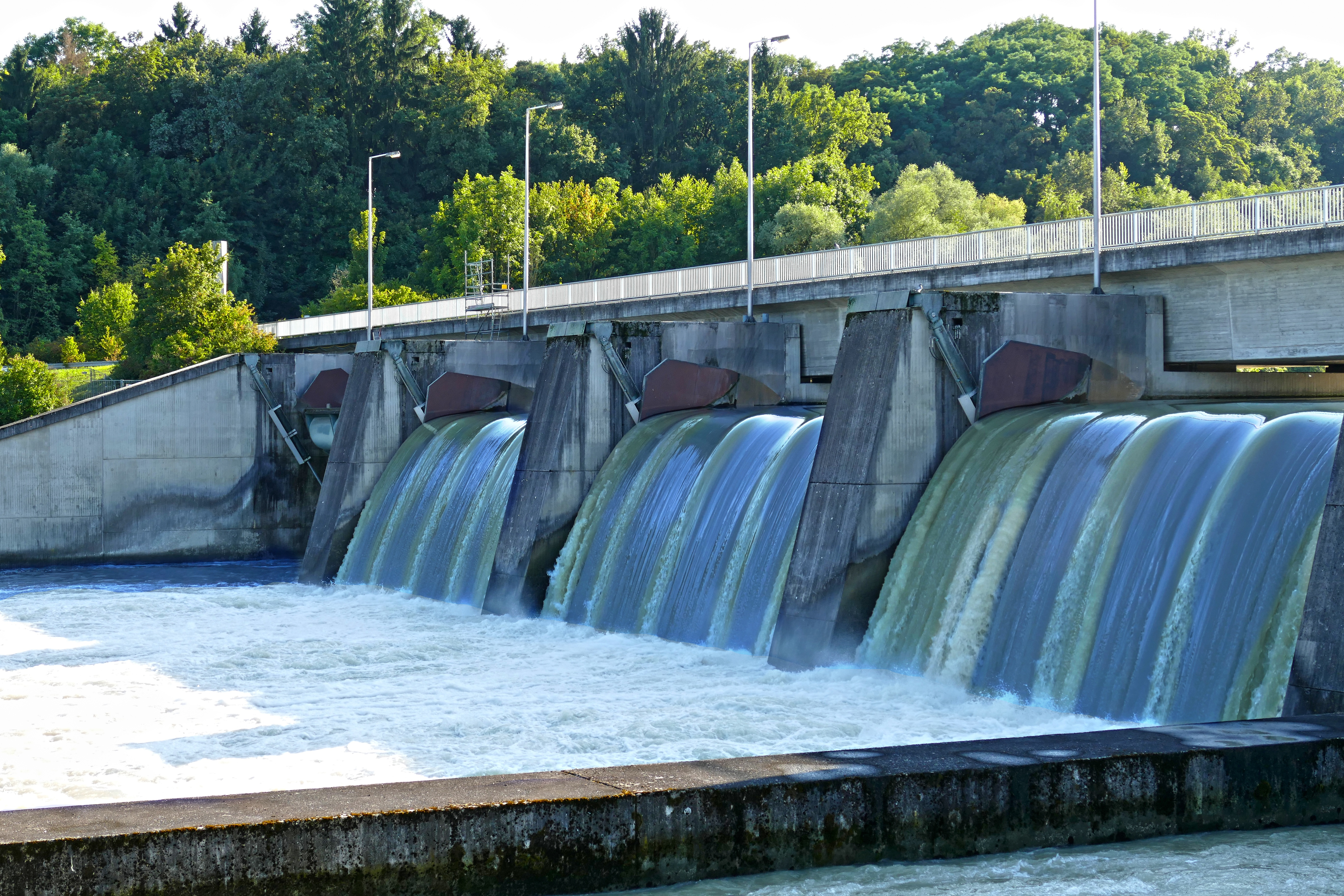
Hình ảnh của một đập ngăn điển hình

Đập được xây dựng trên khắp thế giới vì nhiều lý do khác nhau và có nhiều cách sử dụng khác nhau. Có rất nhiều điều cần xem xét khi xây dựng một con đập mới. Vị trí phải được kiểm tra, mục đích của đập phải vượt qua một số tiêu chí nhất định và ảnh hưởng của việc có thể loại bỏ đập cũng phải được tính đến. Đập đập cụ thể là một dạng đập có một loạt các cửa kiểm soát lượng nước đi qua nó. Một đập ngăn có thể được sử dụng để chuyển hướng nước cho nhu cầu tưới tiêu hoặc hạn chế lượng nước chảy xuống. Trong hầu hết các trường hợp, một đập ngăn nước được xây dựng gần cửa sông. Vị trí xây dựng đập cần phải được khảo sát và điều tra kỹ lưỡng trước khi thi công để đảm bảo rằng nền móng đủ mạnh để hỗ trợ đập và có tỉ lệ vỡ hoặc hư hại đập thấp. Khi các đập được xây dựng, chúng được xếp hạng an toàn tùy thuộc vào loại đập, vị trí và các tác động có thể xảy ra trong trường hợp hỏng hóc. Xếp hạng từ một đến năm, năm có xếp hạng nguy hiểm cao nhất. Xếp hạng năm sẽ được trao cho các đập được xây dựng với một thị trấn hoặc thành phố ở hạ lưu sẽ có khả năng gây thương tích cao hơn cho người dân trong trường hợp vỡ đập. Thiết kế mới đã được thực hiện có khả năng duy trì lượng nước lớn hơn. Một công nghệ khối hình nêm cải tiến được phát triển bởi Rafael Moran và Miguel Toledo. Cấu trúc mới có thể chịu được lũ lụt nghiêm trọng và sử dụng ít vật liệu hơn, giảm chi phí sản xuất. Thiết kế này không chỉ có thể tiết kiệm tiền mà còn có thể cứu sống và sẽ tăng xếp hạng an toàn.

## Tác động đến môi trường
Xây dựng đập đi kèm với một số tác động có thể ảnh hưởng đến kinh tế và môi trường. Cụ thể, có một số cách mà môi trường có thể bị ảnh hưởng từ việc xây dựng đập. Sự đa dạng và phong phú của loài thường được xem xét kỹ lưỡng để xác định ảnh hưởng của đập đối với hệ sinh thái xung quanh đập. Để quan sát sự phong phú của các loài, các nhà khoa học thu thập dữ liệu về quần thể cá và động vật trước và sau khi xây dựng đập. Với dữ liệu đó, họ có thể thấy quy mô số lượng đàn, cá thể tăng hay giảm. Trong một số trường hợp, người ta thấy rằng đa dạng sinh học ít hơn ở hạ lưu từ một con đập so với thượng nguồn. Ức chế thể tích nước được chứng minh là có hại cho sự đa dạng và phong phú của loài. Ngoài ra, ở lối vào của đập, có ít chất dinh dưỡng do dòng nước tốc độ cao làm giảm mức độ sinh sản của hệ sinh thái. Cùng với sự phong phú của loài, sự đa dạng sinh vật phù du có thể là một chỉ số về khả năng của hệ sinh thái để xử lý con đập mới được xây dựng. Người ta đã chứng minh rằng các con đập có thể có ảnh hưởng đến sự di cư của cá dẫn đến chúng sinh sản ít hơn. Có nhiều yếu tố nhỏ có thể có tác động tương đối lớn ảnh hưởng đến hệ sinh thái sông, chẳng hạn như sự phong phú của loài, thể tích nước và mức độ dinh dưỡng. Các thí nghiệm khác nhau đã được thực hiện mà xem xét từng cái riêng lẻ và có thể xác định lý do tại sao một số đập gây ra tác động như vậy. Mặc dù có nhiều bằng chứng và nghiên cứu điển hình chỉ ra rằng việc xây dựng đập có tác động đến môi trường, nhưng cũng có những nghiên cứu cho thấy ít thiệt hại hơn dự kiến. Nhìn vào sinh vật phù du gần một số con đập đã cho thấy sinh vật phù du có thể tiếp tục sống mặc dù thay đổi môi trường sống của chúng. Những thay đổi như độ pH gần đập đã được ghi lại và sinh vật phù du bị ảnh hưởng tối thiểu. Tuy nhiên, các loài khác, chẳng hạn như cá hồi, bị ảnh hưởng nhiều hơn do đập vật lý ngăn cản đường di cư và sinh sản của chúng.  Đập đập kiểm soát lượng nước chảy qua chúng, dẫn đến sự khác biệt về lượng nước lên và xuống dòng từ đập. Sự khác biệt này có tác động khác nhau đối với các loài khác nhau có nguồn gốc trong khu vực. Trong khi có thể giảm dòng chảy xuôi dòng, cũng có thể có vấn đề ngược dòng. Các con đập có thể tích tụ áp lực mà cá không quen và chúng di cư xa hơn về phía thượng nguồn khiến một phần của dòng sông bị giảm quy mô dân số.  Mặc dù có những tác động môi trường đi kèm với việc xây dựng các đập mới, nhưng cũng có nhiều nền kinh tế được hưởng lợi từ một con đập. Không có đập, việc chăn nuôi và trồng trọt sẽ khó hơn nhiều. Công nghệ tưới tiêu đi kèm với việc xây dựng một con đập có thể vượt quá yếu tố rủi ro.